# Aljama judía de Zaragoza
La aljama judía de Zaragoza fue una de las comunidades hebreas más importantes de Al-Ándalus, la comunidad judía más importante del Reino de Aragón y, después de los alborotos de 1391, de la Corona de Aragón.

## Dominio musulmán
El primer documento que atestigua la residencia de judíos en Zaragoza es del año 839, cuando un diácono alemán se trasladó a Zaragoza, se convirtió al judaísmo tomando el nombre de Eleazar y casándose con una judía. Tras la persecución sufrida por los judíos hispanos a manos de los visigodos convertidos al catolicismo, la tolerancia inicial de los invasores musulmanes hacia las otras religiones del libro permitió el florecimiento de las comunidades judías en la península. Zaragoza, cabecera de la marca superior y luego capital de su propia taifa, atrajo y alojó una de las comunidades judías más importantes de Al-Ándalus. Durante los siglos X y XI destacaron figuras como Yoná Ibn Yanáh, médico y escritor; Yekutiel ben Isaac, poeta que llegó a alcanzar la dignidad de gran visir; su discípulo el poeta y filósofo Solomo Ibn Gabirol; el también poeta y filósofo Ibn Paquda; el médico y botánico Ibn Buqlaris; y el poeta Yehuda Halevi.

## Conquista cristiana
Zaragoza fue conquistada por los cristianos en el año 1118. La capitulación de la ciudad no menciona a sus habitantes judíos y se supone que permanecieron en la ciudad ocupando el mismo barrio que ocupaban antes. En 1175 se documenta por primera vez la aljama de los judíos en la Zaragoza cristiana. Su población judía creció en el siglo XII como consecuencia del influjo de refugiados que huían del fundamentalismo almohade. El reinado de Jaime I vio el acceso de judíos zaragozanos a algunos de los puestos más altos del reino, como Jahudá de la Cavallería que fue baile de Zaragoza y auditor de los otros bailes del reino. Otros linajes judíos importantes de Zaragoza fueron los Alazar y los Alconstantiní.

## Expansión

Mapa de la aljama judía de Zaragoza. 1:Sinagoga Mayor, 2:Sinagoga Menor, 3:Sinagoga de Bicorolim, 4:Sinagoga de los Siete Callizos, 5:Baños, 6:Alcaicería, 7:Puerta de la Alquibla.

Inicialmente la aljama se encontraba dentro de las murallas romanas de la ciudad, pero en el año 1273 Jaime I permitió que los judíos se instalaran también en la zona contigua fuera de la muralla, cerca del antiguo Coso, en lo que se llamaría la judería nueva o de los callizos. A finales del siglo XIII la judería vieja ocupaba el cuadrante sudoriental del antiguo recinto romano, extendiéndose por el norte hasta las proximidades de la calle Mayor y la Magdalena, y llegando por el oeste hasta la calle de San Gil, estando rodeada en la parte interior a la muralla por un muro de ladrillo. Se comunicaba con el resto de la ciudad mediante seis puertas que se cerraban por la noche y durante la Semana Santa. La aljama contaba con al menos cinco sinagogas, hospitales y centros de beneficencia, centros de enseñanza, baños públicos y rituales, hornos, carnicerías, tabernas y, fuera de la ciudad, un cementerio. El edificio más importante de la aljama era la Sinagoga Mayor, que a pesar de ser grande acabó no siendo suficiente para todos los fieles, con los que se habilitaron otras sinagogas y oratorios.
La aljama también creció como resultado la llegada de judíos franceses después de sucesivas expulsiones de los judíos de ese reino. Se calcula que en el año 1369 la población era de unos 1.500 vecinos, un buen número considerando que durante la peste negra fallecieron las 4/5 partes de la población. Esta aljama se salvó de ataques durante los alborotos de 1391 gracias a la mediación de su rabino mayor, Hasdai Crescas, y la intervención del rey, que se encontraba en ese momento en la ciudad. Loa alborotos también provocaron el influjo de refugiados expulsados de otras juderías de la corona. A principio del siglo XV la población judía de Zaragoza había aumentado un 11% con respecto al censo del año 1369.

## Declive
Judíos zaragozanos fueron obligados a participar en la Disputa de Tortosa en el año 1414, tanto rabinos como otros miembros prominentes de la comunidad. El siglo XV marcó el declive de la comunidad debido a la creciente persecución y discriminación, culminando con la expulsión de 1492 que acabó con la aljama judía de Zaragoza, con muchos de sus miembros exiliados y otros convertidos, pero no por eso aceptados plenamente en la sociedad cristiana. Parte de los judíos zaragozanos recaló en el norte de África, en especial en territorio argelino; la mayoría, cruzaron todo el Mediterráneo y se establecieron en Salónica, ciudad de Macedonia bajo dominio otomano entonces. 